# Oberea elongatipennis
Oberea elongatipennis là một loài bọ cánh cứng trong họ Cerambycidae.